# Seothyra roshensis
Seothyra roshensis is een spinnensoort uit de familie van de fluweelspinnen (Eresidae).
De wetenschappelijke naam van de soort werd in 1991 gepubliceerd door Anna Sophia Dippenaar-Schoeman.